# Ulica Orla w Warszawie
Ulica Orla – ulica w dzielnicy Śródmieście w Warszawie.

## Historia
Ulica została przeprowadzona i wybrukowana w 1766. Nazwa, poświadczona w 1771, została utworzona na wzór innych nazw ulic nadawanych od nazw ptaków.
W 1784 ulica była zabudowana głównie domami murowanymi, niewielkimi kamieniczkami oraz kilkoma dworkami. Zamieszkiwali ją w większości rzemieślnicy. Na obu końcach ulicy wzniesiono dwa pałace, zwrócone jednak frontem do ulic prostopadłych do Orlej: pałac Hieronima Wielopolskiego (w linii ul. Elektoralnej) i Ignacego Dzierzbickiego (ul. Leszno).
W drugiej połowie XIX w. przy ulicy wzniesiono kilka nowych kamienic, głównie dwu- i trzypiętrowych. Na początku XX wieku działały tam także niewielkie przedsiębiorstwa produkcyjne z różnych branż, m.in.: wytwórnia powozów „Henryk Eberhardt i Syn”, wytwórnia obuwia „N. Leiserman i Syn”, fabryka wyrobów metalowych Edwarda Lorentza, wytwórnia szczotek i pędzli Stanisława Szczerkowskiego i fabryka lamp i wyrobów brązowych „Ch. M. Rapaport i Syn”.
W 1939 Orla była zwarcie zabudowaną ulicą o zabytkowym charakterze, z wyrównaną zabudową od trzech do pięciu kondygnacji. Duży odsetek jej mieszkańców stanowiła ludność żydowska.
W listopadzie 1940 ulica w całości znalazła się w obrębie utworzonego przez władze niemieckie getta. W narożnej kamienicy braci Orszaghów (ul. Leszno 15) mieścił się Wydział Ewidencji Ludności Żydowskiej Judenratu. Ulica została wyłączona z getta i włączona do „aryjskiej” części miasta w sierpniu 1942, w trakcie wielkiej akcji deportacyjnej (wywózek Żydów do obozu zagłady w Treblince).
W pierwszych dniach sierpnia 1944, w czasie powstania warszawskiego, ulicę przegrodziły dwie powstańcze barykady. Ta część miasta była pod kontrolą Polaków do 6 sierpnia. 7 sierpnia część mieszkańców została wymordowana przez Niemców. Wszystkie domy znajdujące się przy ulicy zostały spalone. Ruiny, poza kamienicą Arona Sołowiejczyka (przed 1945 nr 3, współcześnie nr 5), zostały wyburzone po 1947. Na miejscu przedwojennych kamienic wzniesiono budynki stylizowane na historyczne. W latach 1949–1960 między ulicami: Orlą, Świerczewskiego (od 1991 al. „Solidarności”), Żelazną, Chłodną i Elektoralną zbudowano osiedle mieszkaniowe Mirów zaprojektowane przez Tadeusza Kossaka.
Na całej długości ulicy zachował się bruk z kostki granitowej w kolorze różowym (granit skandynawski) z początku XX wieku.